# Anastrepha dryas
Anastrepha dryas är en tvåvingeart som beskrevs av Stone 1942. Anastrepha dryas ingår i släktet Anastrepha och familjen borrflugor. Inga underarter finns listade i Catalogue of Life.